# 重慶市勞動人民文化宮大門鄧小平題詞
重慶市勞動人民文化宮大門鄧小平題詞位於重慶市渝中區中山二路174號，文物遺址年代為1952年，2009年12月15日列為第二批重慶市文物保護單位。